# Dosburg Online
Dosburg Online è un album in studio del compositore tedesco Klaus Schulze, pubblicato nel 1996.

## Tracce
Tutte le tracce sono state composte da Klaus Schulze.
1. L'Age core – 11:50
2. Requiem fürs Revier – 15:01
3. Groove'n'Bass – 6:16
4. Get Sequenced – 3:28
5. The Power Of Moog – 4:47
6. Up, Up And Away – 8:21
7. From Dawn Til Dusk – 4:01
8. The Art Of Sequencing – 18:21
9. Primavera – 7:02

## Formazione[1]
- Klaus Schulze - tastiere, sequencer, e drum machine
- Jörg Schaaf - tastiere e sequencer
- Roelof Oostwoud - voce